# 鳥取県道51号倉吉川上青谷線
鳥取県道51号倉吉川上青谷線（とっとりけんどう51ごう くらよしかわかみあおやせん）は、鳥取県倉吉市から鳥取市を結ぶ県道（主要地方道）である。

## 概要

### 路線データ
- 起点：鳥取県倉吉市上井町2丁目・上井町2丁目交差点（鳥取県道22号倉吉青谷線・鳥取県道263号倉吉停車場線交点）
- 終点：鳥取県鳥取市青谷町青谷・青谷交差点（国道9号交点）
- 総延長：23.6 km

## 歴史
- 1993年（平成5年）5月11日 - 建設省から、県道倉吉青谷線の一部・県道三朝東郷線の一部・県道鉢伏田畑線の一部・県道川上青谷停車場線の一部・県道泊絹見青谷線の一部が倉吉川上青谷線として主要地方道に指定される[1]。
- 1994年（平成6年）3月15日 - 鳥取県告示第225号により認定[2]。
  - 前身は鳥取県道260号鉢伏田畑線、鳥取県道261号川上青谷停車場線（鳥取県告示第226号により廃止）、鳥取県道259号泊絹見青谷線（鳥取県告示第229号により区間短縮）。鳥取県道260号鉢伏田畑線のうち東伯郡東郷町国信 - 東伯郡東郷町川上間、鳥取県道261号川上青谷停車場線のうち東伯郡東郷町川上 - 気高郡青谷町青谷間、鳥取県道259号泊絹見青谷線のうち気高郡青谷町吉川 - 気高郡青谷町青谷間が本路線になった。
  - 鳥取県道260号鉢伏田畑線の残部は鳥取県道260号鉢伏川上線、鳥取県道261号川上青谷停車場線の残部は鳥取県道261号青谷停車場線になった。
  - 鳥取県道259号泊絹見青谷線は残部のみに短縮された。

## 路線状況

### 重複区間
- 鳥取県道22号倉吉青谷線（倉吉市上井町2丁目・上井町2丁目交差点 - 東伯郡湯梨浜町野花・野花交差点）
- 鳥取県道503号赤碕東郷自転車道線（東伯郡湯梨浜町長和田 - 東伯郡湯梨浜町引地）
- 鳥取県道29号三朝東郷線（東伯郡湯梨浜町野花・野花交差点 - 東伯郡湯梨浜町国信）
- 鳥取県道274号青谷停車場井手線（鳥取市青谷町青谷）

## 地理

### 通過する自治体
- 倉吉市
- 東伯郡湯梨浜町
- 鳥取市

### 交差する道路
| 交差する道路                                                                                            | 市町村名 | 市町村名 | 交差する場所       | 交差する場所             |
| --- | -------- | -------- | ------------------ | ------------------------ |
| 鳥取県道22号倉吉青谷線 重複区間起点 鳥取県道263号倉吉停車場線                                           | 倉吉市   | 倉吉市   | 上井町2丁目        | 上井町2丁目交差点 / 起点 |
| 鳥取県道201号上井北条線                                                                                 | 倉吉市   | 倉吉市   | 山根               |                          |
| 鳥取県道200号長和田羽合線                                                                               | 東伯郡   | 湯梨浜町 | 長和田（なごうた） |                          |
| 鳥取県道185号東郷湖線 鳥取県道501号倉吉東郷自転車道線 重複 鳥取県道503号赤碕東郷自転車道線 重複区間起点 | 東伯郡   | 湯梨浜町 | 長和田             |                          |
| 鳥取県道22号倉吉青谷線 重複区間終点 鳥取県道29号三朝東郷線 重複区間起点                                 | 東伯郡   | 湯梨浜町 | 野花（のきょう）   | 野花交差点               |
| 鳥取県道503号赤碕東郷自転車道線 重複区間終点                                                            | 東伯郡   | 湯梨浜町 | 引地               |                          |
| 鳥取県道29号三朝東郷線 重複区間終点                                                                     | 東伯郡   | 湯梨浜町 | 国信               |                          |
| 鳥取県道260号鉢伏川上線                                                                                 | 東伯郡   | 湯梨浜町 | 川上               |                          |
| 鳥取県道308号桑原坂本線未供用                                                                           | 鳥取市   | 鳥取市   | 青谷町桑原         |                          |
| 鳥取市道3433560号鳴滝大坪線（気高広域農道）                                                             | 鳥取市   | 鳥取市   | 青谷町鳴瀧         |                          |
| 鳥取県道259号泊絹見青谷線                                                                               | 鳥取市   | 鳥取市   | 青谷町吉川         |                          |
| 鳥取県道274号青谷停車場井手線 重複区間起点                                                              | 鳥取市   | 鳥取市   | 青谷町青谷         |                          |
| 鳥取県道274号青谷停車場井手線 重複区間終点                                                              | 鳥取市   | 鳥取市   | 青谷町青谷         |                          |
| 国道9号 鳥取県道22号倉吉青谷線                                                                          | 鳥取市   | 鳥取市   | 青谷町青谷         | 青谷交差点 / 終点        |

### 沿線にある施設など
- 東郷湖
- 東郷温泉
- 燕趙園
- 鉢伏山